# Tiquicheo
Tiquicheo es una localidad del estado de Michoacán, México, cabecera del municipio de Tiquicheo de Nicolás Romero.

## Historia
Poblado habitado desde la época prehispánica, en él se asentaron tribus nahuas, matlazincas y tarascas, ubicándose en la frontera del imperio tarasco con el azteca. Tributaban a Tzintzuntzan algodón, maíz y frutas de tierra caliente.
La conquista espiritual fue realizada por los frailes agustinos los cuales desde su llegada a Michoacán se expandieron a la tierra caliente para establecer su doctrina, sus haciendas y trapiches. Los agustinos fueron conducidos por Fray Juan Bautista Moya, conocido como "el Apóstol de tierra caliente". En 1553, se establecieron en Tuzantla, que fue la cabecera parroquial y alcaldía mayor, a la que quedó sujeta Tiquicheo.
En esta población, los agustinos establecieron su hospital que era sostenido por los moradores con su trabajo. La doctrina se administraba en tarasco y nahua, conservando los grupos sus características generales hasta entrando el siglo XVII. Durante el período colonial, se establecieron en la región grandes haciendas y trapiches. Tiquicheo formó parte de un intenso comercio regional entre las poblaciones de Huetamo, Tuzantla y Zitácuaro, por lo que gran parte de su población se dedicaba a la arriería a fines de la época colonial.
Tiquicheo, formó parte de la ruta heroica de oriente durante la época de lucha por la independencia, ya que participó con el ejército insurgente comandado por Benedicto López que operaba de Zitácuaro a Huetamo. Los arrieros de la población, transportaban alimentos y armas para el ejército insurrecto.
Después de la Independencia, en 1822, pasó a formar parte del partido de Zitácuaro, con una población del ayuntamiento de Tuzantla. Producía ciruela, maíz, algodón y sus habitantes, 281, se dedicaban a la agricultura.
Para 1831, pasó a formar parte como tenencia de Huetamo por la Ley Territorial.
Durante la guerra de intervención francesa en Michoacán, es en Tiquicheo donde Don Vicente Riva Palacio recibió el nombramiento de Gobernador de Michoacán el 11 de enero de 1865, tomando posesión hasta el 21 de mayo, así mismo recibió el mando de la tercera División del Ejército Republicano del Centro. También esta población fue testigo de la captura en (El Limón de Papatzindan) de Nicolás Romero, uno de los principales defensores de la soberanía nacional en Michoacán, el cual fue hecho prisionero el 11 de enero de 1865, fue fusilado en México el 18 de marzo.
Tiquicheo se constituyó en municipalidad el 12 de marzo de 1907. Durante la Revolución, participó en la ruta del oriente michoacano, de Huetamo a Zitácuaro, bajo las órdenes de los jefes revolucionarios michoacanos, como Gertrudis Sánchez Rentería Luviano y Amaro. Participan en la recuperación de la plaza de Huetamo en 1914.

## Ubicación
La ciudad de Tiquicheo se encuentra aproximadamente en la ubicación 18°53′59″N 100°44′24″O / 18.89972, -100.74000, a una altitud de 372 m s. n. m., y a una distancia de 277 km de la capital del Estado.

## Toponimia
El nombre Tiquicheo proviene de la expresión indígena que se interpreta como «escudilla» o «vasija». Cecilio Robelo, en su obra Toponimia Tarasco-Hispano-Nahoa señala la grafía alternativa «Tequicheo» e indica que proviene del tarasco y se traduce como «lugar de cazuelas».

## Demografía
Según los datos registrados en el censo de 2020, la localidad cuenta con 3664 habitantes lo que representa un crecimiento promedio de 1.4% anual en el período 2010-2020 sobre la base de los 3210 habitantes registrados en el censo anterior. Ocupa una superficie de 2.709 km², lo que determina al año 2020 una densidad de 1353 hab/km².
La población de Tiquicheo está mayoritariamente alfabetizada, (9.77% de personas mayores de 15 años analfabetas, según relevamiento del año 2020), con un grado de escolaridad en torno a los 7.7 años. Solo el 0.03% se reconoce como indígena. 

El 92.2% de los habitantes de Tiquicheo profesa la religión católica.
En el año 2010 estaba clasificada como una localidad de grado alto de vulnerabilidad social. Según el relevamiento realizado, 1316 personas de 15 años o más no habían completado la educación básica, —carencia conocida como rezago educativo—, y 1381 personas no disponían de acceso a la salud.

### Población de Tiquicheo 1910-2020[10]
| Gráfica de evolución demográfica de Tiquicheo entre 1900 y 2020                                   |
|                                                                                                   |
| Población de los censos del Instituto Nacional de Estadística y Geografía (INEGI) de 1900 a 2020. |